# پاگانی زوندا

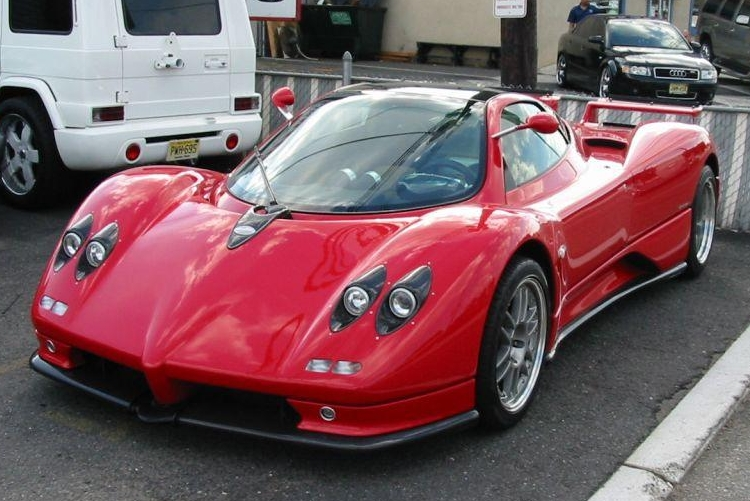

پاگانی زوندا (به انگلیسی: Pagani Zonda) خودروی اسپورت موتور وسط تولید شده توسط شرکت ایتالیایی پاگانی است. این خودرو از سال ۱۹۹۹ تاکنون به‌طور مداوم به تعداد تقریباً ۱۷ تا ۱۹ دستگاه در هر سال در حال تولید است.

## نگارخانه

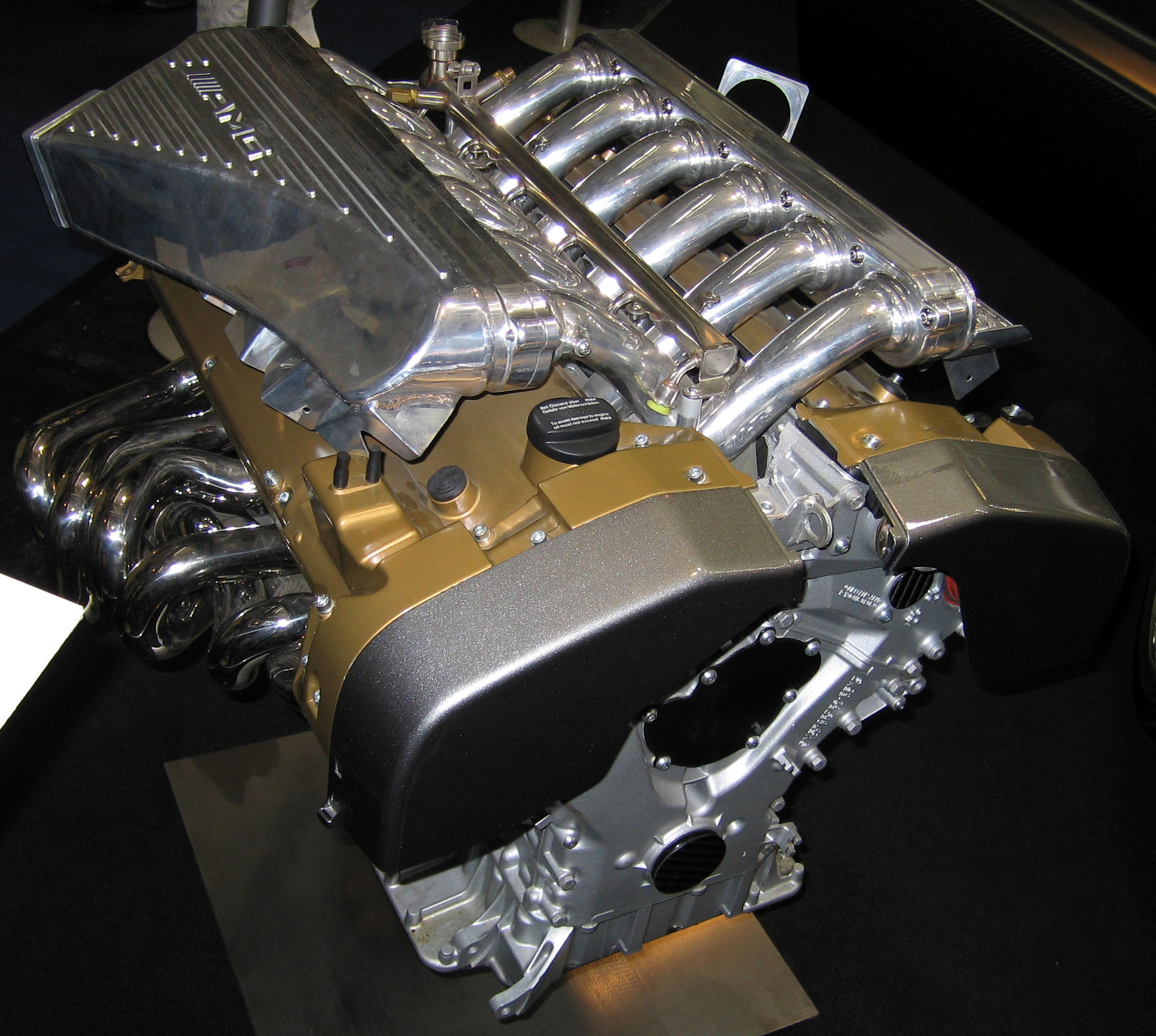
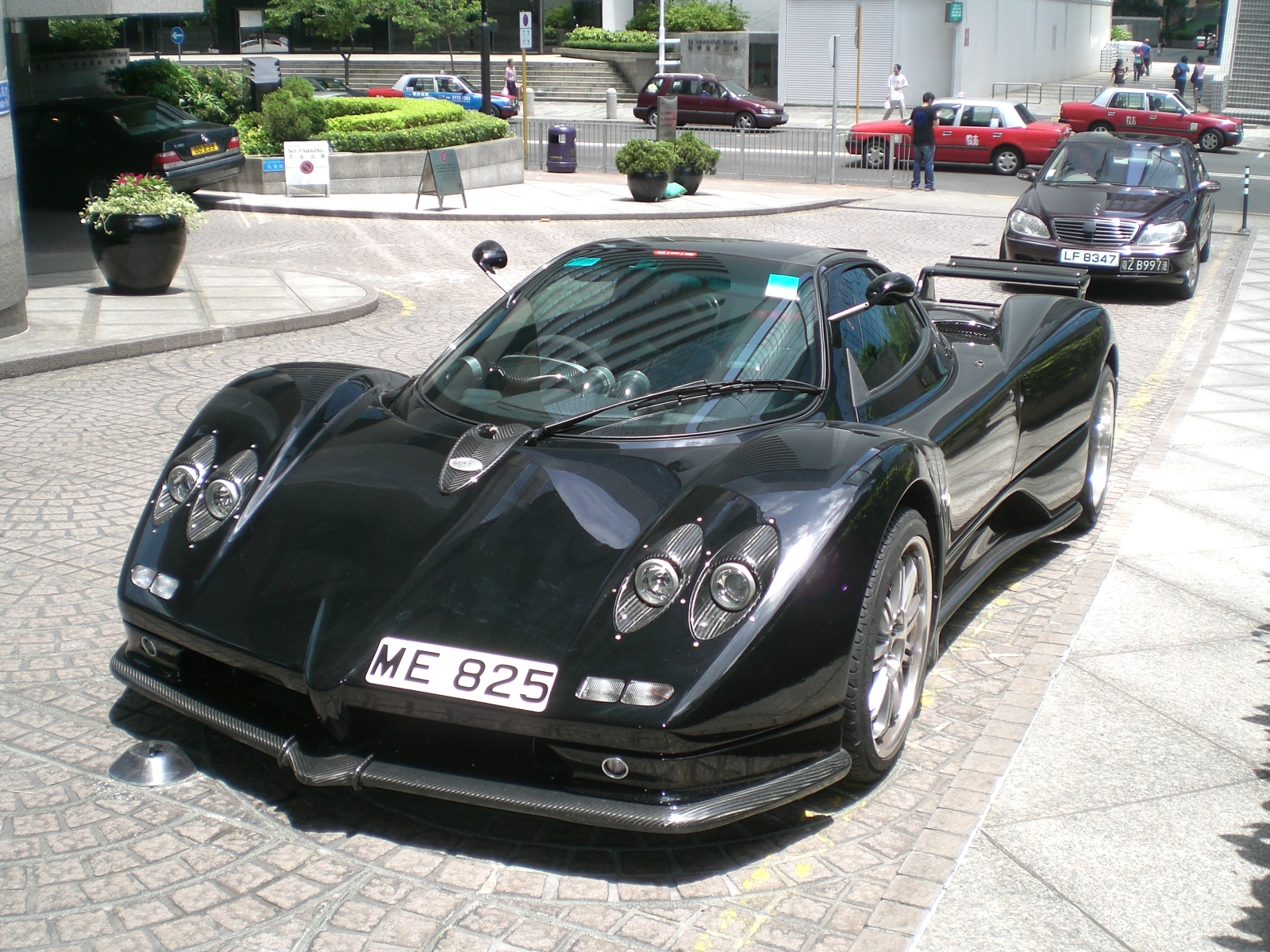
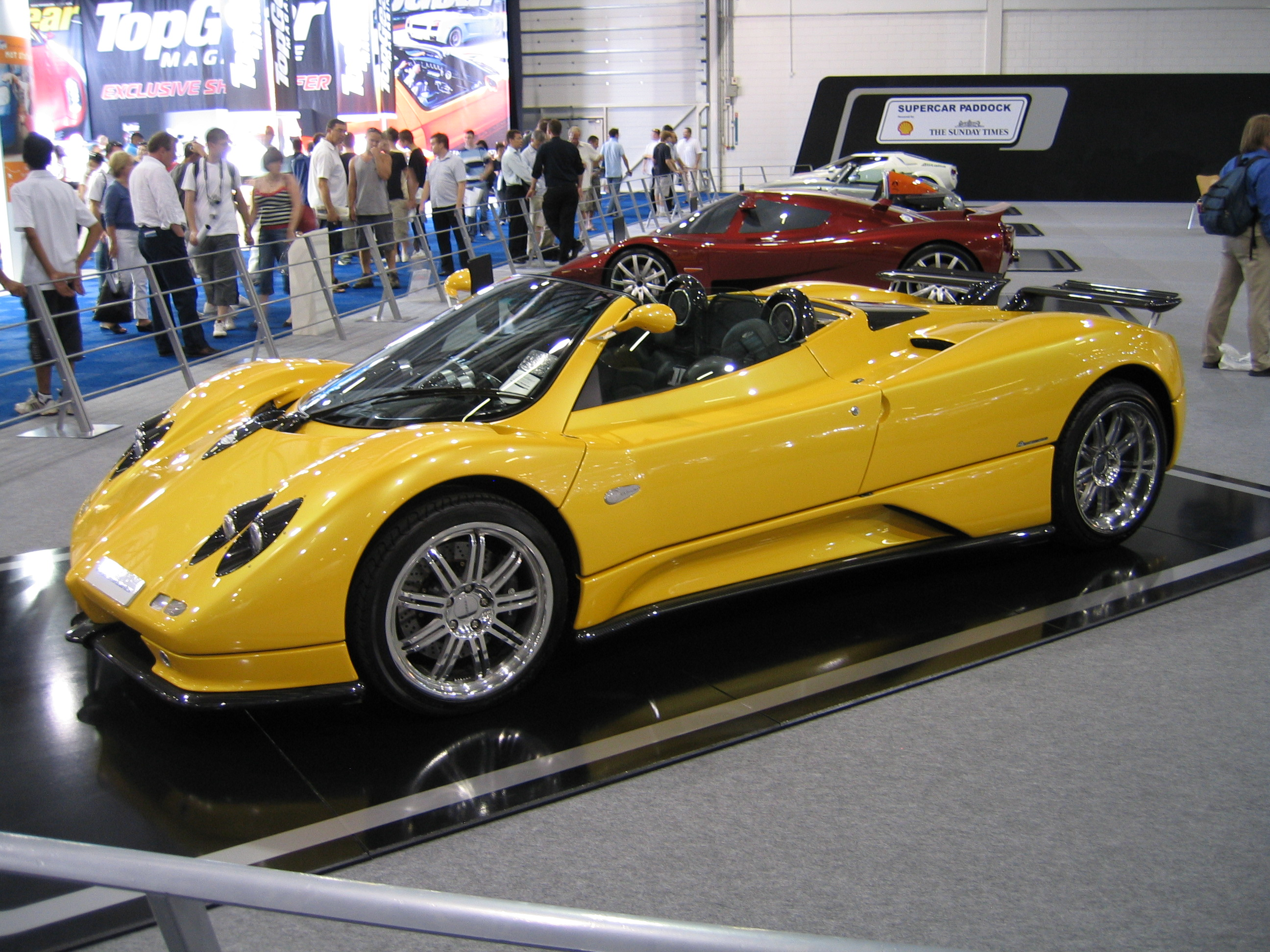
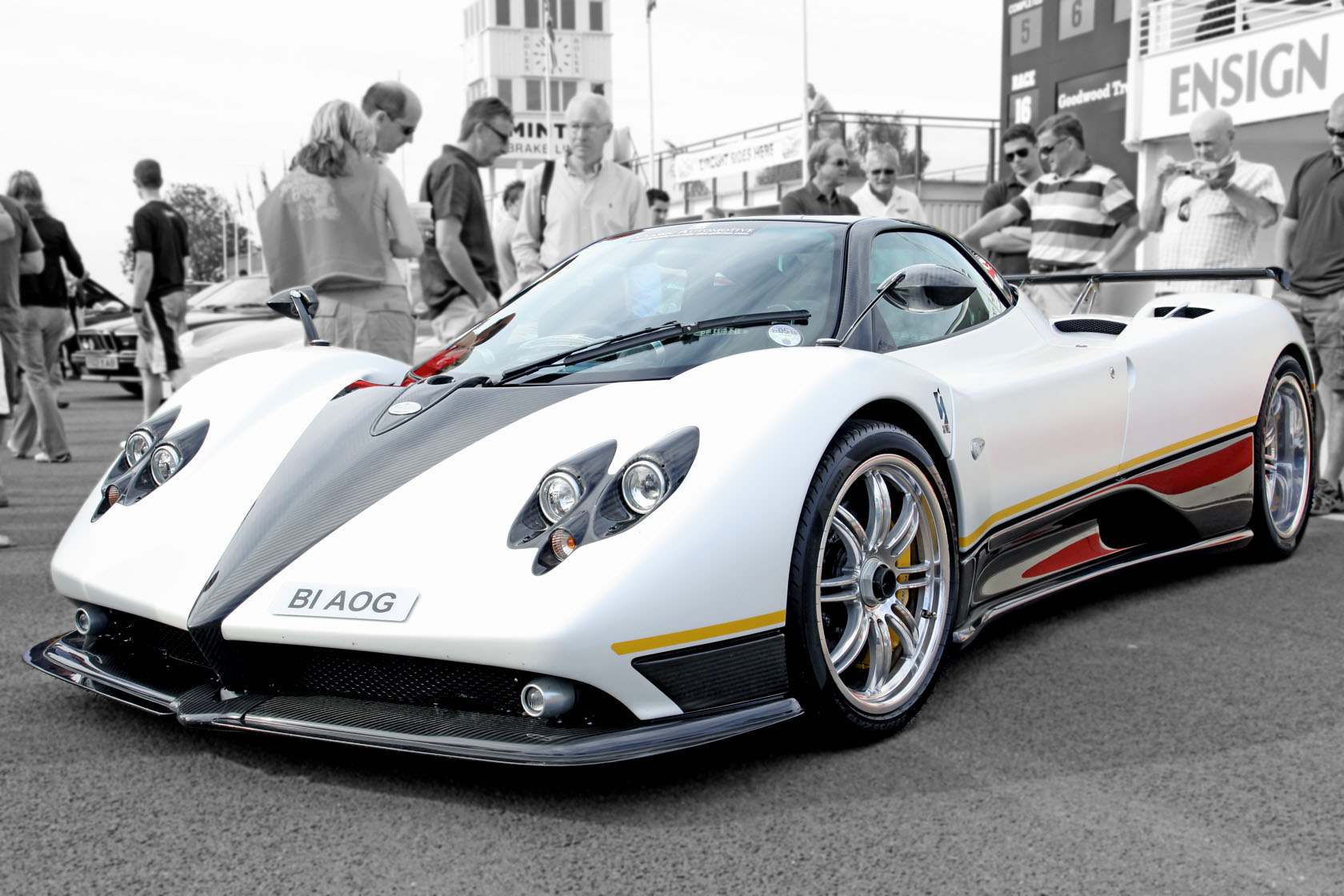
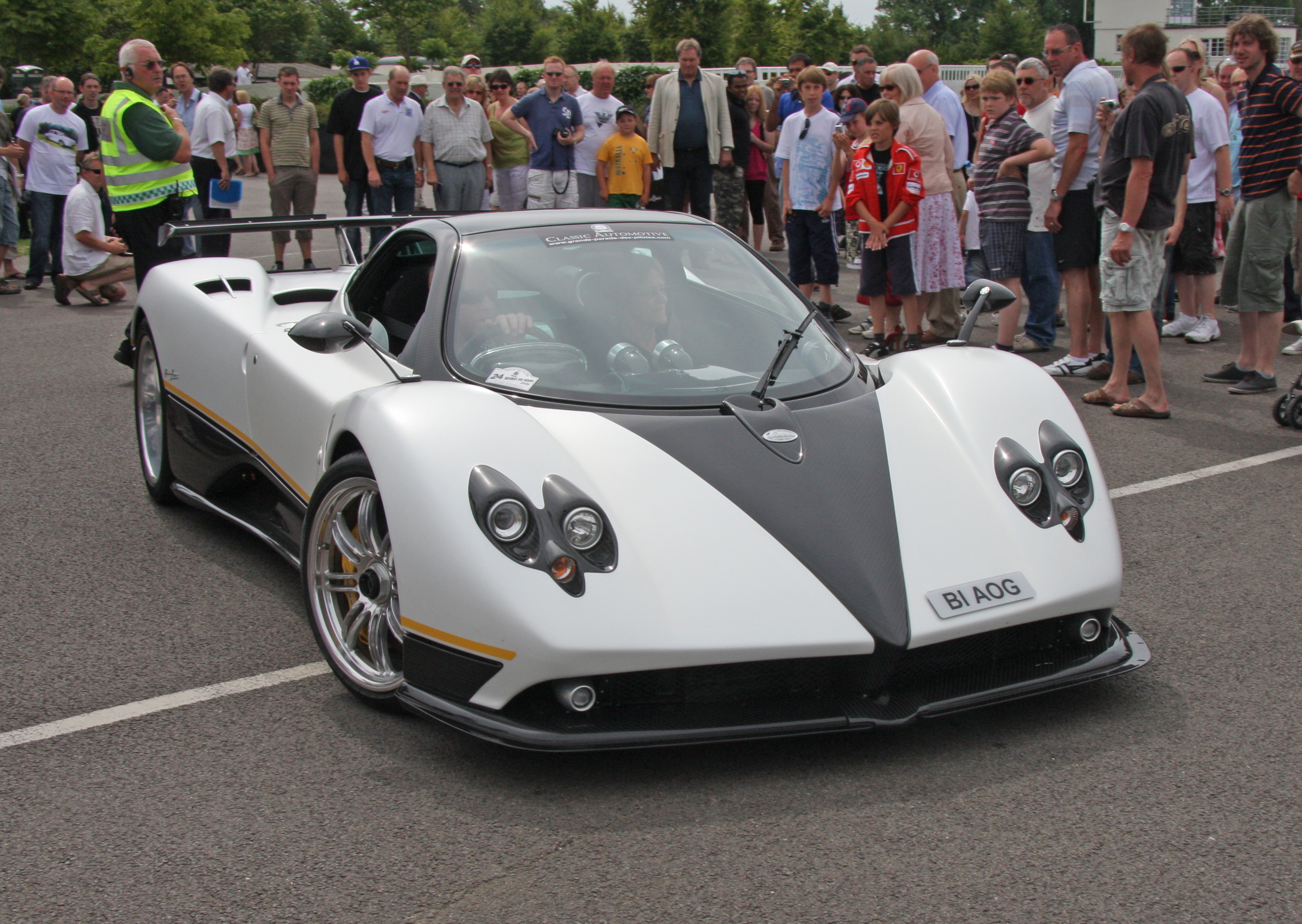
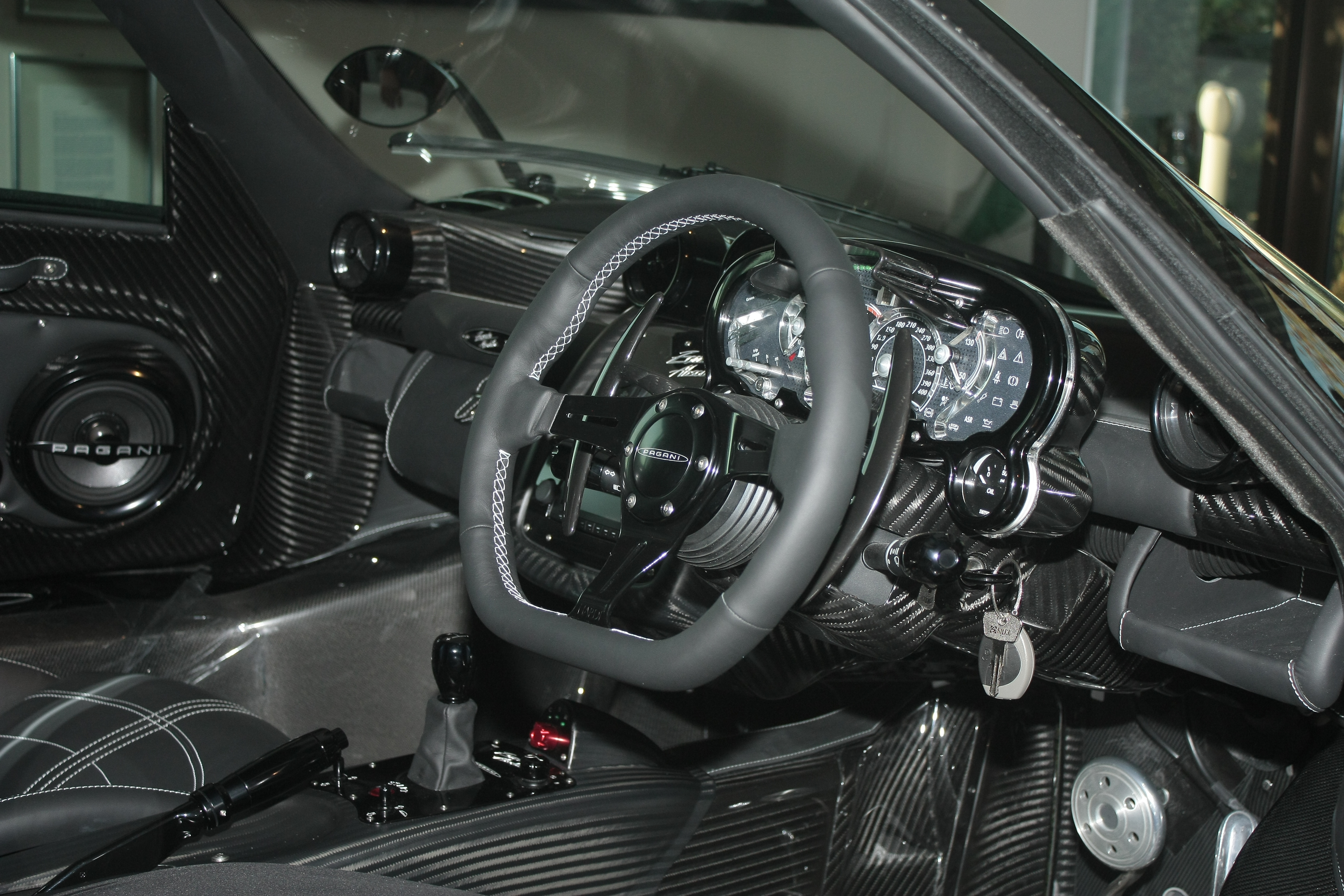